# Austin A35
L' Austin A35 est une petite voiture familiale qui a été vendue par Austin entre 1956 et 1968. Quelque 280 897 A35 est ses dérivés ont été fabriquées.

## Conception
Lancée en 1956, elle a remplacé avec un franc succès l'Austin A30. Le nom reflète le moteur plus grand et plus puissant de 34 ch (25 kW) Série-A quatre cylindres en ligne, permettant une vitesse de pointe légèrement plus élevée et une meilleure accélération.
L'A35 est très similaire en apparence à l'A30, sauf pour une plus grande lunette arrière et une grille de calandre peinte, avec le chrome en fer à cheval qui l'entoure, à la place de la calandre en chrome sur l'A30. Les deux ont des roues de 13 pouces. Les trafficateurs ont été remplacés par de modernes clignotants avant et arrière. Un levier de changement de vitesse plus facile d'usage était installé. Une grande partie de l'amélioration des performances est le résultat de meilleurs choix de rapports de boîte de vitesses. L'A30 avait les trois premiers rapports rapprochés puis un gros écart pour la quatrième vitesse. L'A35 disposait de rapports mieux espacés et roulait plus vite en troisième.
Comme l'A30, l'A35 a été proposée en berline deux ou quatre portes, et en break "Countryman" deux portes, ainsi qu'en camionnette. Le dernier modèle a été produit jusqu'en 1968. Un rare coupé utilitaire a également été produit en 1956, à seulement 477 exemplaires. Les plans ont été faits pour un coupé sport, mais aucun prototype n'a jamais été construit.

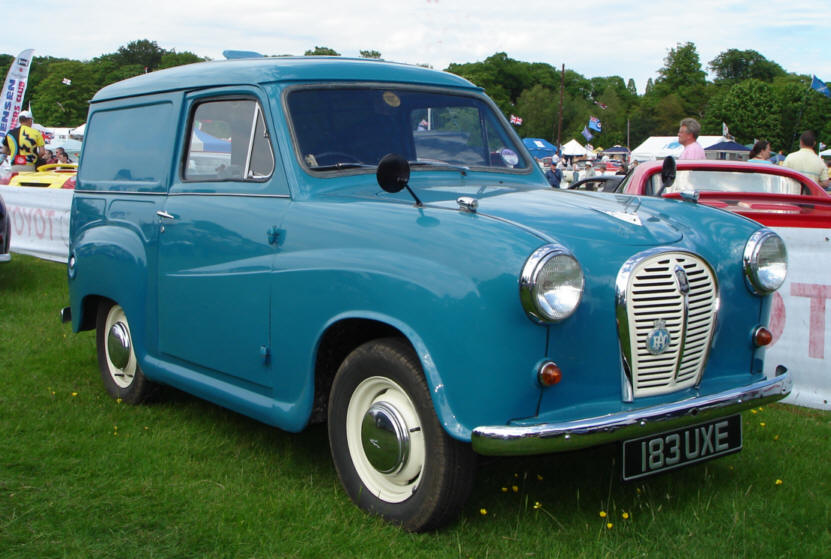
Camionnette A35

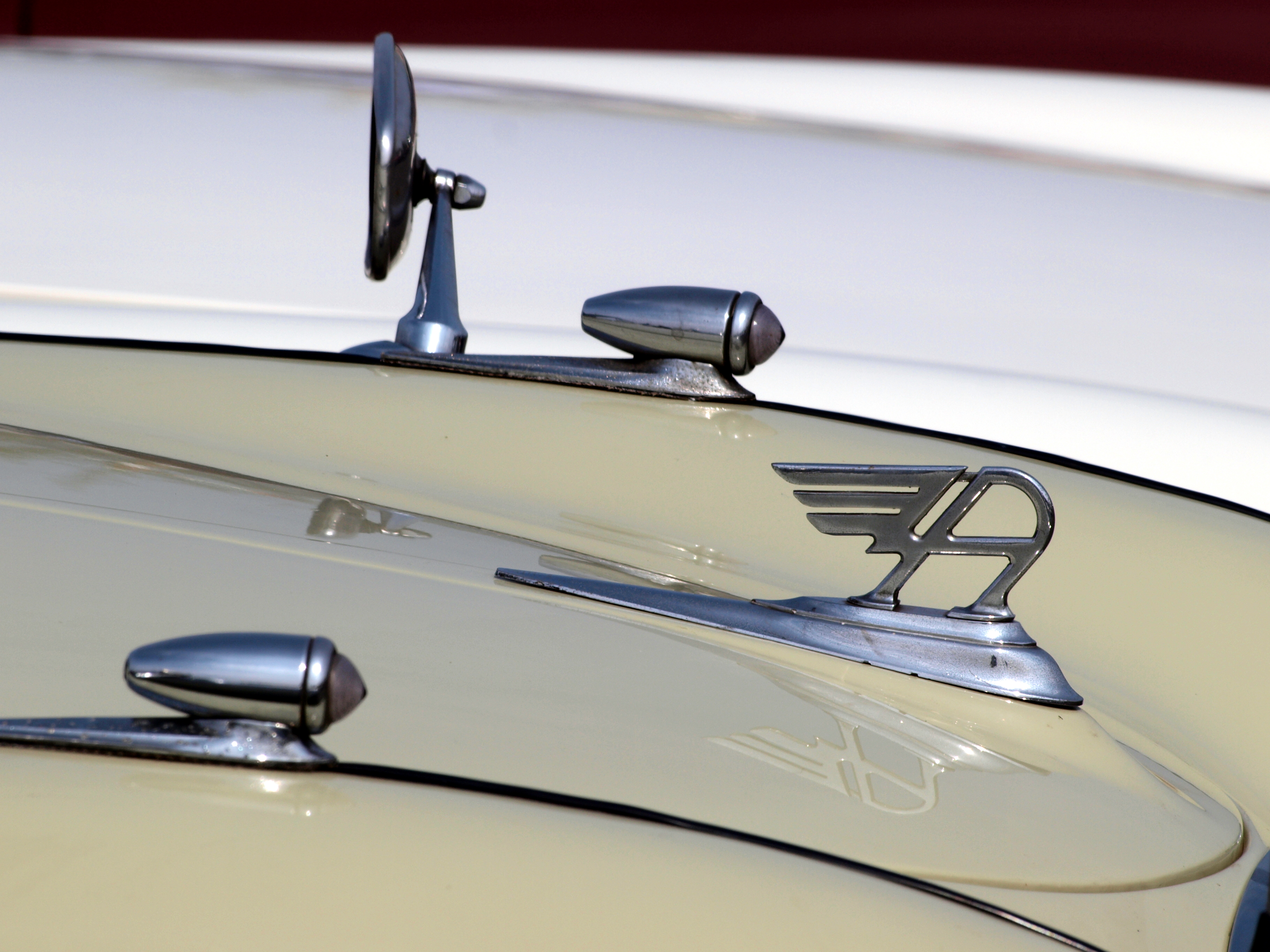
Le « A » ailé, emblème d'Austin, fixé au bout du capot moteur d'une A35.

La berline A35 a été remplacée par la nouvelle forme de carrosserie A40 Farina en 1959, mais le break a subsisté jusqu'en 1962 et la camionnette jusqu'en 1968.

## Performances
Une berline de luxe deux-portes à moteur 948 cm3 est testée par le magazine britannique Motor en 1956. Elle atteint alors une vitesse de pointe à 115,7 km/h et a pu accélérer de 0 à 97 km/h en 30,1 secondes, avec une consommation de carburant de 6,81 L/100 km enregistrée.
Se référant à l'A35, à partir de Staton Abbaye (1969?). Le Livre de l'Austin A30 et A35. Pitman Presse: pp 148.
« … Les nouvelles voitures ont été abondamment éprouvées par des tests réalisés sur les autoroutes allemandes, au cours desquels les pilotes de beaucoup de voitures plus grosses ont été étonnés de passer par les trois petites Austin qui ont été conduites pied au plancher toute la journée, avec une moyenne de 60 m.p.h. sur 25000 miles! [97 km/h sur 40 000 km]… »
« … une A35 privée a été conduite pendant sept jours sur la piste de Montlhéry, près de Paris, établissant un record à une vitesse moyenne de 75 m.p.h., couvrant près de 12500 miles [120 km/h sur 20 000 km]… »
Avec des freins à tambour aux quatre roues, à commande hydraulique à l'avant et hydro-mécanique à l'arrière de l'A30 et l'A35, (l'hydraulique agissait sur le frein à main à l'arrière) il était nécessaire d'adapter régulièrement les réglages pour garder des distances d'arrêt raisonnables.
L'A35 s'est bien défendue dans la concurrence des berlines des années 1950, avant d'être supplantée par la Farina A40, et certaines continuent d'apparaître dans des événements historiques.
Au cours des dernières années, une classe académique spéciale a été introduite par le DRHC (Historic Racing Drivers Club) n'acceptant que des berlines A30 et A35. Ces voitures disposent du moteur Marina de 1 275 cm3 scellé et sont d'une classe restreinte au sens où les propriétaires sont limitées à une gamme spécifique de pièces disponibles uniquement chez certains fournisseurs.

## Apparitions dans les médias
Un modèle d'une camionnette A35 est utilisé en 2005 dans le film d'Aardman Animations, Wallace et Gromit : Le Mystère du lapin-garou, et réapparaît dans Sacré Pétrin et La Palme de la vengeance, à chaque fois avec une livrée différente en accord avec la nouvelle activité du duo. 
En 2009, dans le cadre de l'exposition "Wallace & Gromit présentent un Monde d'idées fissurées" au Musée des Sciences à Londres, une vraie camionnette A35 fut grimée comme le modèle utilisé dans Le Mystère du lapin-garou.
Une berline 4 portes a été utilisée pour le taxi de Beauregard en 1981 dans La Grande Aventure des Muppets.
Dans le film français Oscar, le deuxième film le plus vu en France en 1967, mettant en vedette Louis de Funès et Claude Rich, ce dernier conduit une berline A35 noire deux portes. Elle est vue lors du générique d'ouverture, conduite à travers Paris aux premières heures du matin.

## Production
- Les berlines A2S5 : (deux portes) 100 284,
- Berlines AS5 : (quatre portes) 28 961,
- Total des Berlines : 129 245
- Break et Countryman, AV5 et PA5 : 138 356
- Break AV6 : 13 222
- Countryman AP6 : 74
- Break AV8 (1 098 cm3) : 45 685
- Break AV8 (848 cm3) : 14 230
- Pick-up : 477
- CKD (completely knocked down - entièrement détruites) : 13 320
- Total : 354 609

## Les moteurs
- 1956–1962 - 948 cm3 Série A- I4, 34 ch (25 kW) à 4 750 tr/min et 68 N m à 2 000 tr/min
- 1962–1966 - 1 098 cm3 Série A- I4, 55 ch (41 kW) à 5 500 tr/min et 61 83 N m à 2 500 tr/min (camionnette)
- 1963-1968 - 848 cm3 Série A- I4, 34 ch (25 kW) à 5 500 tr/min et 60 N m de 2 900 tr/min (camionnette)